# Български студентски съюз
Българският студентски съюз (БСС) е неправителствена студентска организация в България, която има за цел да представлява и защитава интересите на студентите във висшите учебни заведения в страната. Организацията участва в образователни, социални и културни дейности, както и в процеса на формиране на младежки политики.

## История
Българският студентски съюз е основан в края на 1990-те години с идеята да обедини различни студентски съвети и клубове от висшите училища в страната. Организацията възниква като отговор на нуждата от национално представителство на студентите в диалог с институции като Министерството на образованието и науката, Народното събрание и други обществени органи.
С времето съюзът се утвърждава като един от активните участници в студентския живот, като организира форуми, конференции, протести и кампании за подобряване на качеството на висшето образование и социалния статус на студентите.

## Структура и членство
Българският студентски съюз е доброволно сдружение с нестопанска цел. Членове могат да бъдат индивидуални студенти или студентски организации от акредитирани висши училища в България. Управлението се осъществява чрез Общото събрание, Управителен съвет и Председател.
Съюзът поддържа активни контакти с други студентски организации в страната и чужбина и често участва в международни проекти и инициативи.

## Дейности
Основните дейности на БСС включват:
- Организиране на студентски форуми и конференции
- Провеждане на информационни кампании
- Защита на социалните и икономическите интереси на студентите
- Сътрудничество с институции за развитие на младежки политики
- Културни и доброволчески инициативи

## Критики и предизвикателства
През годините организацията е била подлагана на критики, свързани с прозрачността на управлението и реалното ѝ представителство на студентите. Част от студентската общност я обвинява, че не е достатъчно активна при защита на правата на студентите по време на реформи във висшето образование.

## Вижте още
- Национално представителство на студентските съвети
- Студентски съвет
- Образование в България